# Добеле
Добеле (лет. Dobele, рус. Доблень) је један од значајних градова у Летонији. Добеле је седиште истоимене општине Добеле.

## Географија
Добеле је смештен у јужном делу Летоније, у историјској покрајини Земгалији. Од главног града Риге град је удаљен 70 km југозападно.
Град Добеле развио се у брежуљкастом подручју, на приближно 45 m надморске висине. Кроз град протиче речица Берзе.

## Историја
Први помен Добела везује се за годину 1254. Град је добио градска права 1917. године.

## Становништво
Добеле данас има приближно 13.000 становника и последњих година број становника стагнира.
Матични Летонци чине већину градског становништва Добела (75%), док остатак чине махом Руси (14%) и Белоруси (3%).

## Галерија
- Рушевине старог замка
- Лутеранска црква
- Римокатоличка Црква св. Тројице
- Трг са градским часовником

## Партнерски градови
- Коњин
- Брјанск
- Јонишкис
- Шмелн
- Ängelholm Municipality
- Ulricehamn Municipality